# Campionat de Catalunya de natació - 50 metres esquena
Els 50 metres esquena és una prova del Campionat de Catalunya de natació que es realitza des de la temporada 1991-92 tant en categoria masculina com femenina, organitzada per la Federació Catalana de Natació (FCN). És la prova més ràpida de la modalitat d'esquena.
Durant molts anys l'única prova d'esquena al Campionat de Catalunya van ser els 100 metres, instaurats a la dècada de 1920. Els 200 metres esquena van ser instaurats l'any 1947 en categoria masculina, i vint anys més tard en categoria femenina. La prova més recent en aparèixer en el calendari van ser els 50 metres esquena, nascuts l'any 1992. Els primers guanyadors de la prova van ser David Zafra Barbero, del CN Catalunya, amb un temps de 28.81 i Ivette María Tato, del Júpiter, amb un temps de 31.69. En categoria masculina, Aschwin Wildeboer (Sabadell) fou el primer home que baixà dels 26 segons en el campionat, l'any 2009 (25.40). Pel que fa a les noies, la nedadora d'origen rus Nina Jivanévskaia, també del Sabadell, fou la primera que baixà del mig minut, l'any 2002 (29.08).
Fins a l'any 2023, en categoria masculina el nedador amb més campionats és Juan Miguel Rando Gálvez amb sis títols, seguit per Aschwin Wildeboer i Faber amb cinc i Albert Teixidó Bermúdez amb quatre. En categoria femenina Lidón Muñoz del Campo fou campiona en 8 ocasions, seguida de la nedadora de Bermuda Kiera Leigh Aitken amb 6 i Ivette María Tato amb 5.

## Historial

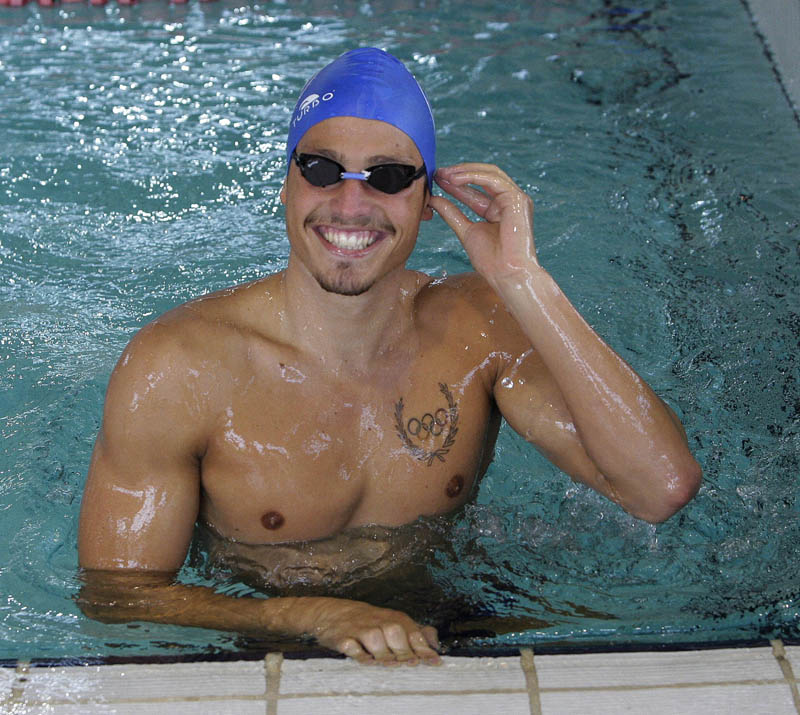
Aschwin Wildeboer fou cinc cops campió de la prova.

| Edició   | Data    | Competició masculina    | Competició masculina | Competició masculina | Competició femenina    | Competició femenina | Competició femenina | refs.       |
| Edició   | Data    | Campió                  | Club                 | Temps                | Campiona               | Club                | Temps               | refs.       |
| -------- | ------- | ----------------------- | -------------------- | -------------------- | ---------------------- | ------------------- | ------------------- | ----------- |
| LXXIII   | 1991-92 | David Zafra Barbero     | CN Catalunya         | 28.81                | Ivette María Tato      | AE Júpiter          | 31.69               | [ 2 ] [ 3 ] |
| LXXIV    | 1992-93 | Carlos J. Sánchez       | CN Sabadell          | 28.19                | Núria Castelló         | CE Mediterrani      | 31.32               | [ 2 ] [ 3 ] |
| LXXV     | 1993-94 | Erik Alda Sánchez       | CN Catalunya         | 28.04                | Ivette María Tato      | CN Catalunya        | 30.91               | [ 2 ] [ 3 ] |
| LXXVI    | 1994-95 | Adolf Coll Gil          | CN Catalunya         | 27.92                | Ivette María Tato      | CN Catalunya        | 30.73               | [ 2 ] [ 3 ] |
| LXXVII   | 1995-96 | Carles Ventosa Delmàs   | CN Sabadell          | 27.39                | Maria Àngels Bardina   | CN Hospitalet       | 32.19               | [ 2 ] [ 3 ] |
| LXXVIII  | 1996-97 | Albert Teixidó Bermúdez | CN Catalunya         | 27.99                | Núria Castelló         | CN Sabadell         | 31.50               | [ 2 ] [ 3 ] |
| LXXIX    | 1997-98 | Jorge Sánchez Balsas    | CN Sabadell          | 28.11                | Ivette María Tato      | CN Catalunya        | 31.08               | [ 2 ] [ 3 ] |
| LXXX     | 1998-99 | Albert Teixidó Bermúdez | CN Catalunya         | 26.96                | Elisenda Pérez Valls   | CN Sabadell         | 31.82               | [ 2 ] [ 3 ] |
| LXXXI    | 1999-00 | Albert Teixidó Bermúdez | CN Catalunya         | 27.73                | Laia Arbonès Rubio     | CN Mataró           | 31.53               | [ 2 ] [ 3 ] |
| LXXXII   | 2000-01 | Albert Teixidó Bermúdez | CN Catalunya         | 27.21                | Laia Arbonès Rubio     | CN Mataró           | 31.01               | [ 2 ] [ 3 ] |
| LXXXIII  | 2001-02 | Jorge Sánchez Balsas    | CN Sabadell          | 27.25                | Nina Jivanévskaia      | CN Sabadell         | 29.08               | [ 2 ] [ 3 ] |
| LXXXIV   | 2002-03 | Aschwin Wildeboer       | CN Sabadell          | 26.82                | Fadma Assnousi Freixas | CN Olot             | 30.79               | [ 2 ] [ 3 ] |
| LXXXV    | 2003-04 | Jorge Sánchez Balsas    | CN Sabadell          | 27.54                | Laura Roldán Villar    | CN Caldes           | 31.86               | [ 2 ] [ 3 ] |
| LXXXVI   | 2004-05 | Jordi Carrasco          | CN Manresa           | 27.54                | Laura Roldán Villar    | CN Sabadell         | 31.02               | [ 2 ] [ 3 ] |
| LXXXVII  | 2005-06 | Boris Pallarés Pelayo   | CE Mediterrani       | 28.01                | Laura Roldán Villar    | CN Sabadell         | 30.99               | [ 2 ] [ 3 ] |
| LXXXVIII | 2006-07 | Juan Miguel Rando       | CN Sant Andreu       | 28.01                | Kiera Aitken           | CN Barcelona        | 30.81               | [ 2 ] [ 3 ] |
| LXXXIX   | 2007-08 | Aschwin Wildeboer       | CN Sabadell          | 27.32                | Kiera Aitken           | CN Barcelona        | 30.15               | [ 2 ] [ 3 ] |
| XC       | 2008-09 | Aschwin Wildeboer       | CN Sabadell          | 25.40                | Kiera Aitken           | CN Barcelona        | 29.66               | [ 2 ] [ 3 ] |
| XCI      | 2009-10 | Juan Miguel Rando       | CN Sant Andreu       | 25.59                | Kiera Aitken           | CN Barcelona        | 29.95               | [ 2 ] [ 3 ] |
| XCII     | 2010-11 | Boris Pallarés Pelayo   | CE Mediterrani       | 26.93                | Kiera Aitken           | CN Barcelona        | 29.65               | [ 2 ] [ 3 ] |
| XCIII    | 2011-12 | Juan Miguel Rando       | CN Sant Andreu       | 25.69                | Kiera Aitken           | CN Barcelona        | 29.62               | [ 2 ] [ 3 ] |
| XCIV     | 2012-13 | Aschwin Wildeboer       | CN Sabadell          | 25.73                | Lidón Muñoz            | CE Mediterrani      | 30.46               | [ 2 ] [ 3 ] |
| XCV      | 2013-14 | Juan Miguel Rando       | CN Sant Andreu       | 25.80                | Lidón Muñoz            | CE Mediterrani      | 30.24               | [ 2 ] [ 3 ] |
| XCVI     | 2014-15 | Juan Miguel Rando       | CN Sant Andreu       | 25.75                | Àfrica Zamorano        | CN Sant Andreu      | 30.09               | [ 2 ] [ 3 ] |
| XCVII    | 2015-16 | Juan Miguel Rando       | CN Sant Andreu       | 25.54                | Mercedes Peris         | CN Sabadell         | 28.78               | [ 2 ] [ 3 ] |
| XCVIII   | 2016-17 | Albert Puig Garrich     | CN Terrassa          | 26.44                | Lidón Muñoz            | CN Sant Andreu      | 29.53               | [ 2 ] [ 3 ] |
| XCIX     | 2017-18 | Aschwin Wildeboer       | CN Sabadell          | 26.93                | Àfrica Zamorano        | CN Sant Andreu      | 29.78               | [ 2 ] [ 3 ] |
| C        | 2018-19 | Àlex Ramos Fernández    | CN Sant Andreu       | 26.79                | Lidón Muñoz            | CN Sant Andreu      | 29.10               | [ 2 ] [ 3 ] |
| CI       | 2019-20 | Alej. Calderón Iglesias | CE Mediterrani       | 25.98                | Lidón Muñoz            | CN Sant Andreu      | 29.13               | [ 2 ] [ 3 ] |
| CII      | 2020-21 | Alej. Calderón Iglesias | CE Mediterrani       | 26.18                | Lidón Muñoz            | CN Sant Andreu      | 29.25               | [ 2 ] [ 3 ] |
| CIII     | 2021-22 | Alej. Calderón Iglesias | CE Mediterrani       | 25.92                | Lidón Muñoz            | CN Sant Andreu      | 29.06               | [ 2 ] [ 3 ] |
| CIV      | 2022-23 | Adrián Santos Martín    | CN Sant Andreu       | 25.66                | Lidón Muñoz            | CN Sant Andreu      | 29.50               | [ 2 ] [ 3 ] |